# Cofradía Penitencial y Sacramental de la Sagrada Cena
La Cofradía Penitencial y Sacramental de la Sagrada Cena es una de las 20 cofradías que existen, en la actualidad, en la Semana Santa de Valladolid.

## Historia

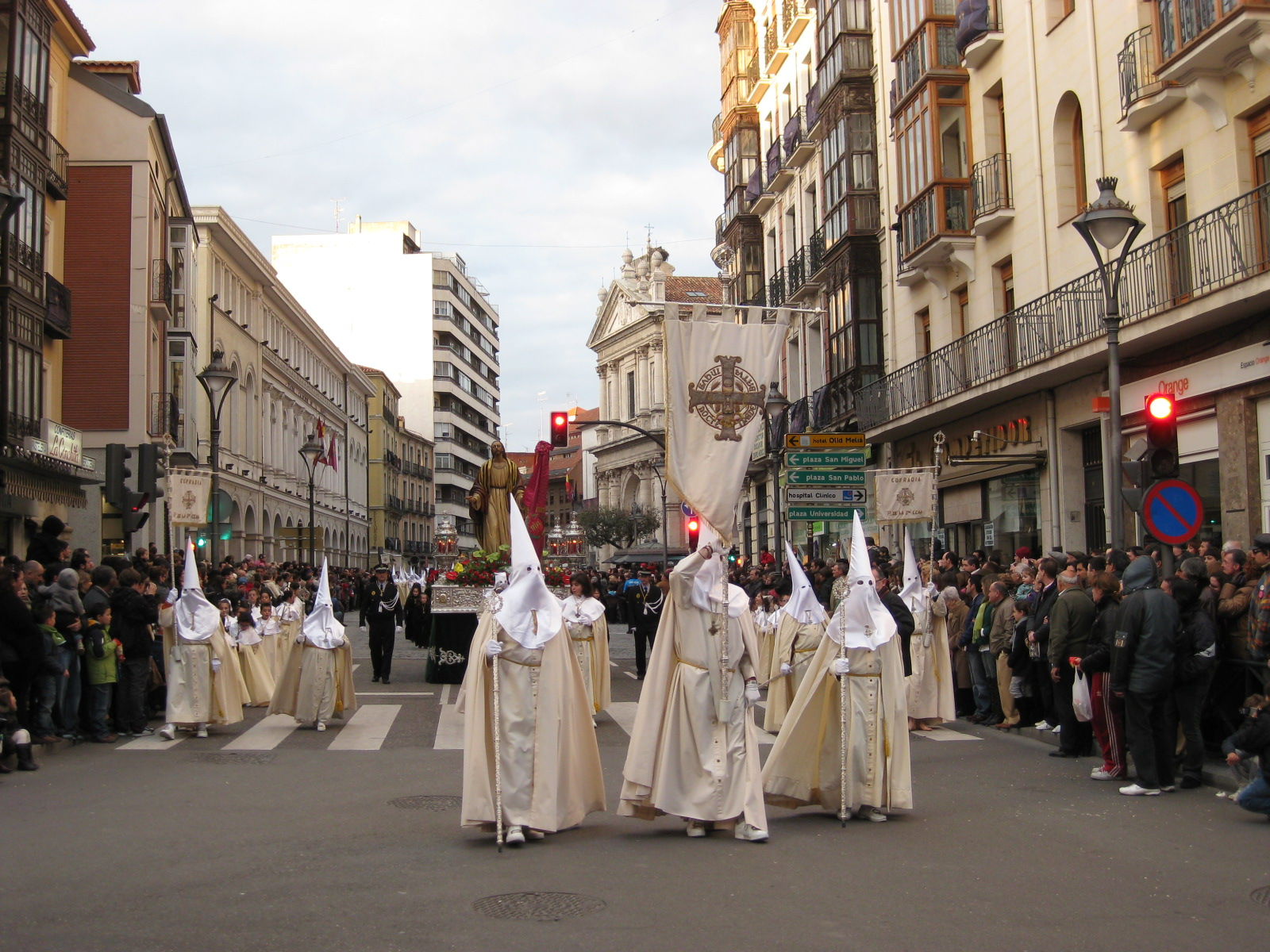
Procesión de la cofradía.

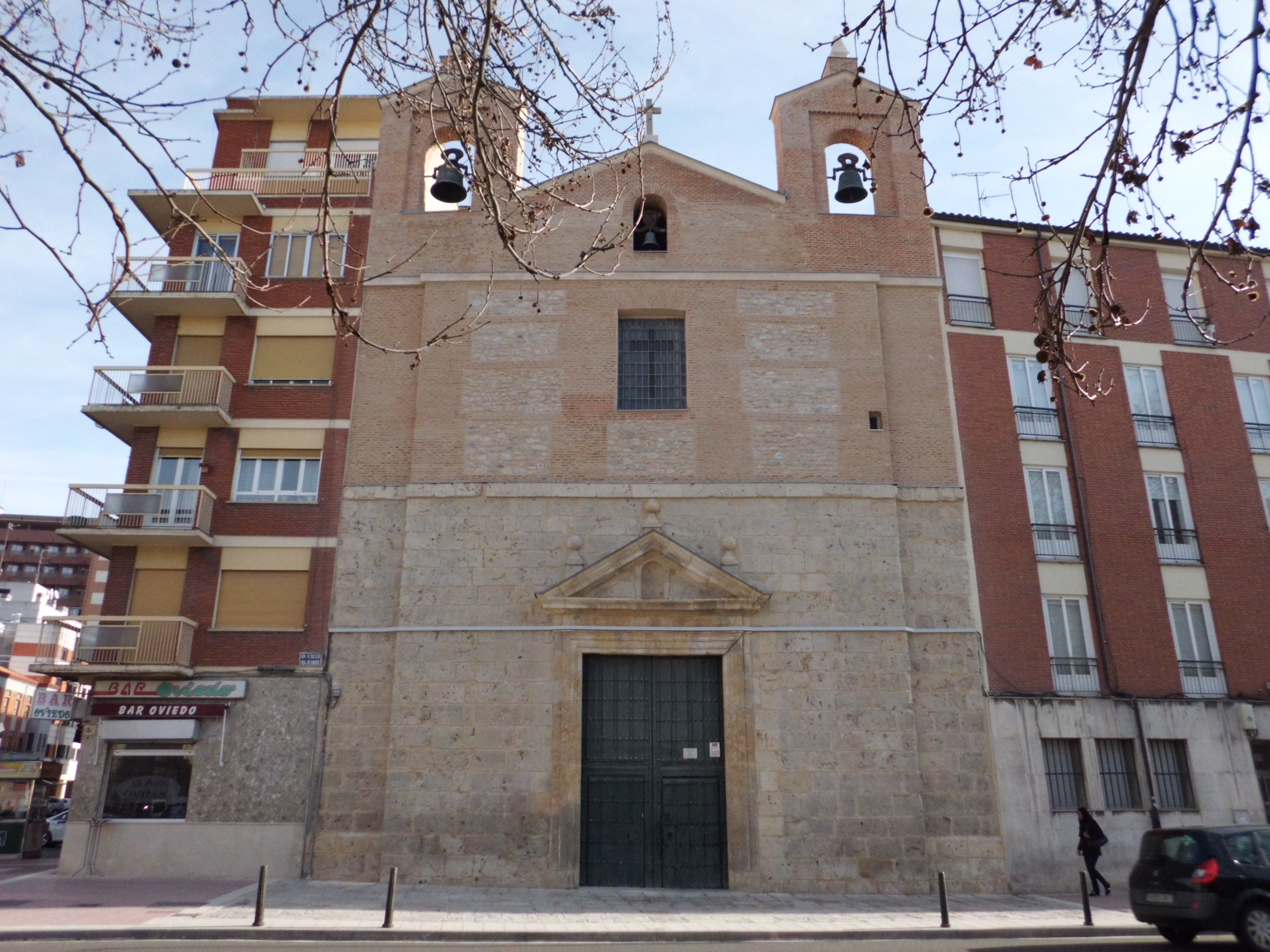
Vista de la iglesia de San Pedro Apóstol, sede de la cofradía.

Fundada en 1940 por un grupo reducido de personas amantes de la Eucaristía, a la cabeza de las cuales se situaba el sacerdote Andrés Gamboa Murcia, se propuso desde el primer momento dotar a la Semana Santa de Valladolid de un nuevo paso que mostrara la institución de la Eucaristía.
Las gestiones para su constitución fueron laboriosas y muchas de ellas infructuosas, quedando oficialmente constituida el 26 de mayo de 1940, día en que se celebró su primera junta, para dar lectura al proyecto del reglamento por el que habría de regirse. Se inició con 45 cofrades y una cuota mensual de una peseta. Para favorecer el ingreso de nuevos cofrades, se redujeron las cuotas a 0,25 pesetas mensuales para los que fueran obreros de profesión. De esta forma, en dos años consiguió contar con más de 400.
A los pocos meses, convocó un concurso público a nivel nacional para presentar un proyecto de paso que representase la Última Cena. El proyecto le fue adjudicado a Juan Guraya Urrutia el 15 de julio de 1942, desfilando por primera vez en la Semana Santa de 1958. Hasta entonces, desfilaron con el paso Camino del Calvario (Gregorio Fernández, 1614), propiedad del Museo Nacional de Escultura y que actualmente alumbra la Cofradía de Cristo Despojado.
La Cofradía tuvo como primera sede la iglesia de San Felipe Neri, posteriormente la de la Magdalena, nuevamente San Felipe Neri, y en 1961 el Convento de San Pablo. El Arzobispo José García y Goldaraz fijó su sede definitiva en la iglesia de San Pedro Apóstol, donde durante todo el año pueden verse sus dos pasos.
En marzo de 2019, la cofradía acordó dotarse de una advocación mariana, siendo elegida la de Nuestra Señora del Sagrario. A tal efecto, convocó un concurso nacional para la presentación de propuestas para la elaboración de una imagen a la que concurrieron veintiséis escultores. Sin embargo, en enero de 2021, la cofradía decidió declarar el concurso desierto.

## Imágenes

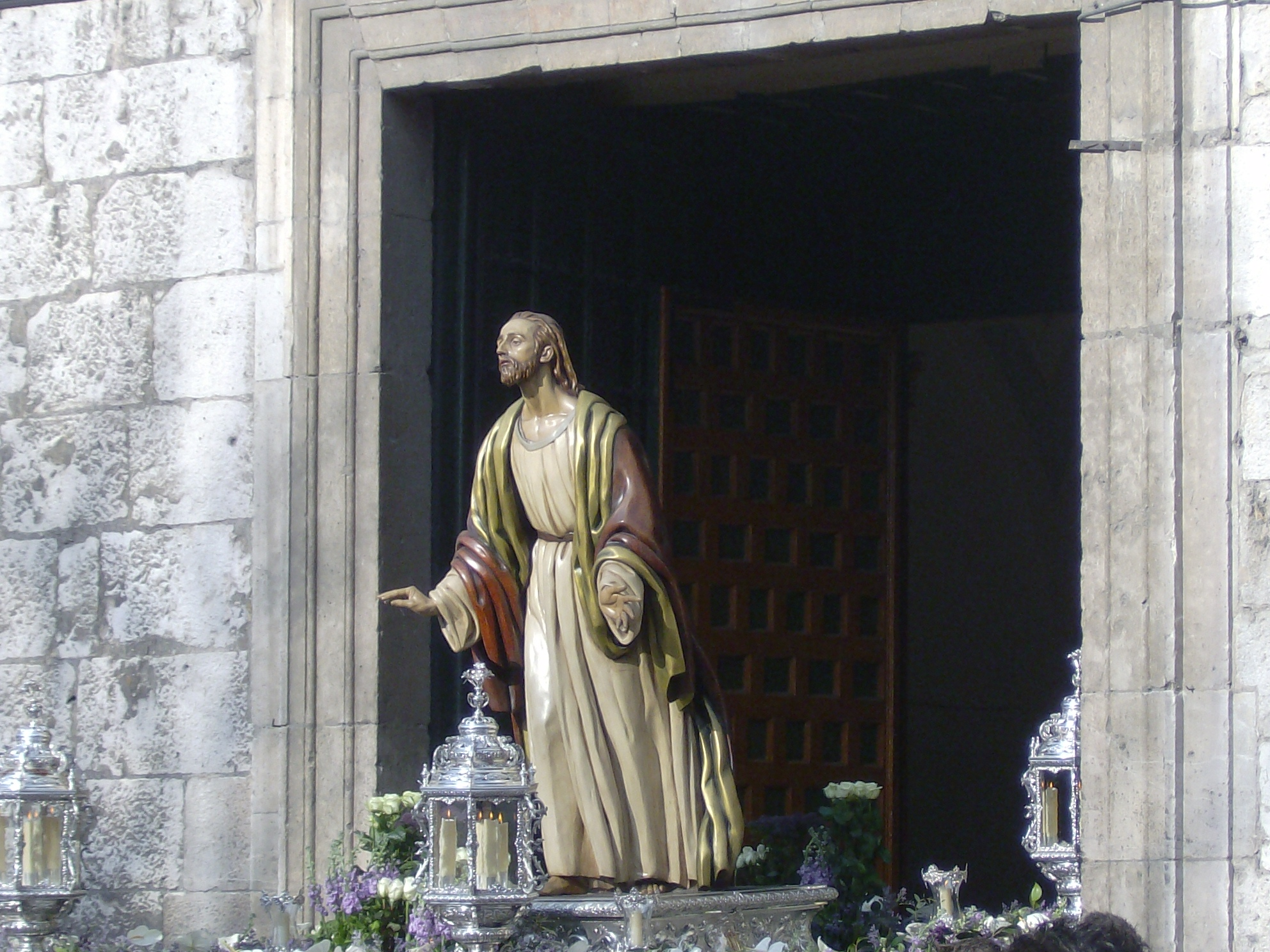
Jesús de la Esperanza.

### Jesús de la Esperanza
Es obra de Juan Guraya Urrutia (1946). Se trata de la figura de Cristo inicialmente propuesta para el paso de La Sagrada Cena, que el escultor mandara en 1946. Terminado el conjunto, más grandioso de lo inicialmente previsto, el escultor creyó conveniente realizar una nueva figura de Cristo con una presencia más destacada, en cuanto que ésta pasaba desapercibida entre las de los apóstoles. La primitiva imagen se guardo en los almacenes de la Catedral, hasta que en 1979 la cofradía decidió procesionarla, representando a Jesús de la Esperanza, donde Cristo, en actitud implorante, procede a entrar en el Cenáculo. El escultor se inspiró en su hijo, quien acudió en varias ocasiones a Valladolid a verse representado en la imagen.

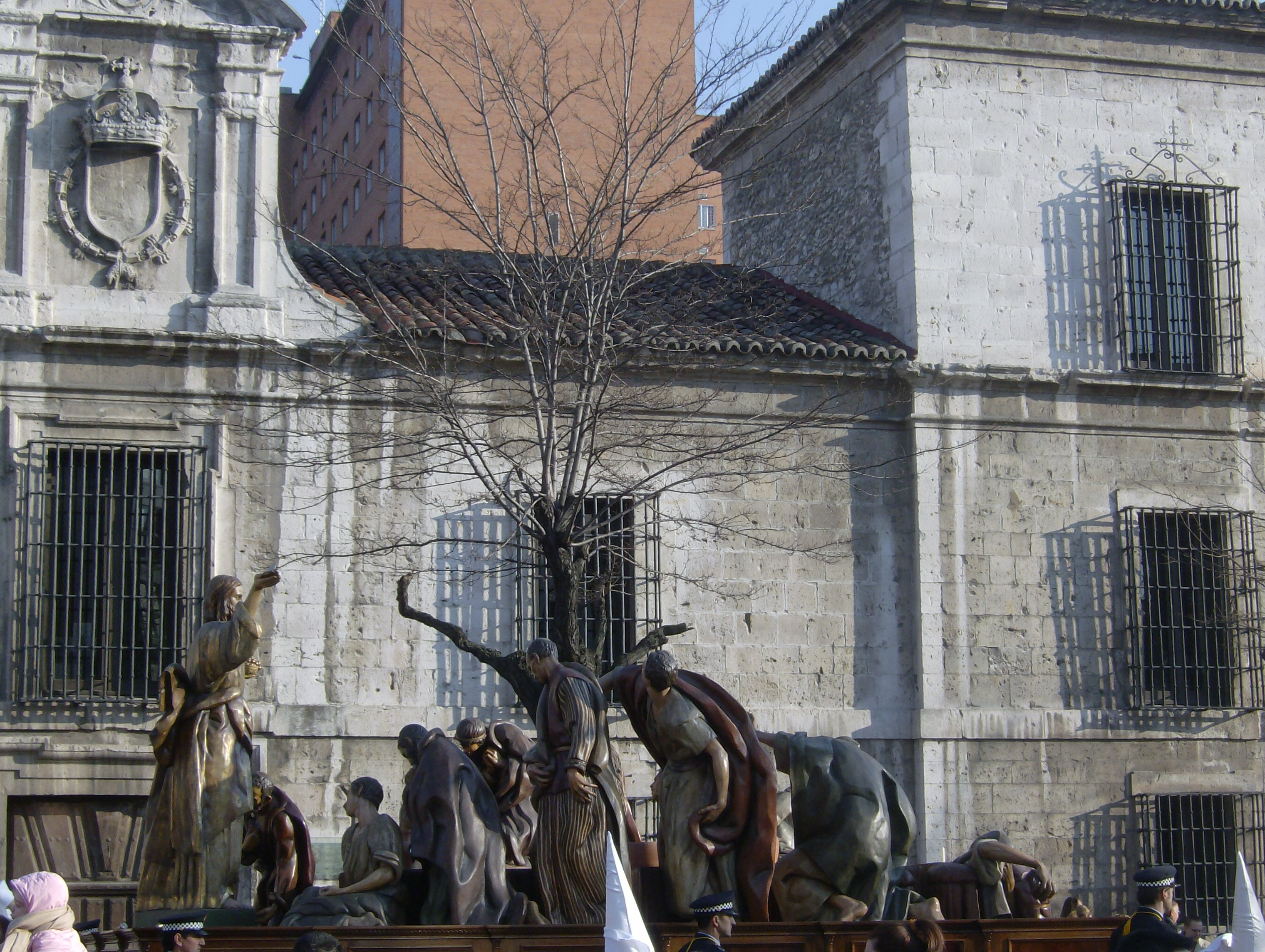
La Sagrada Cena enfrente de la Cárcel de la Chancillería.

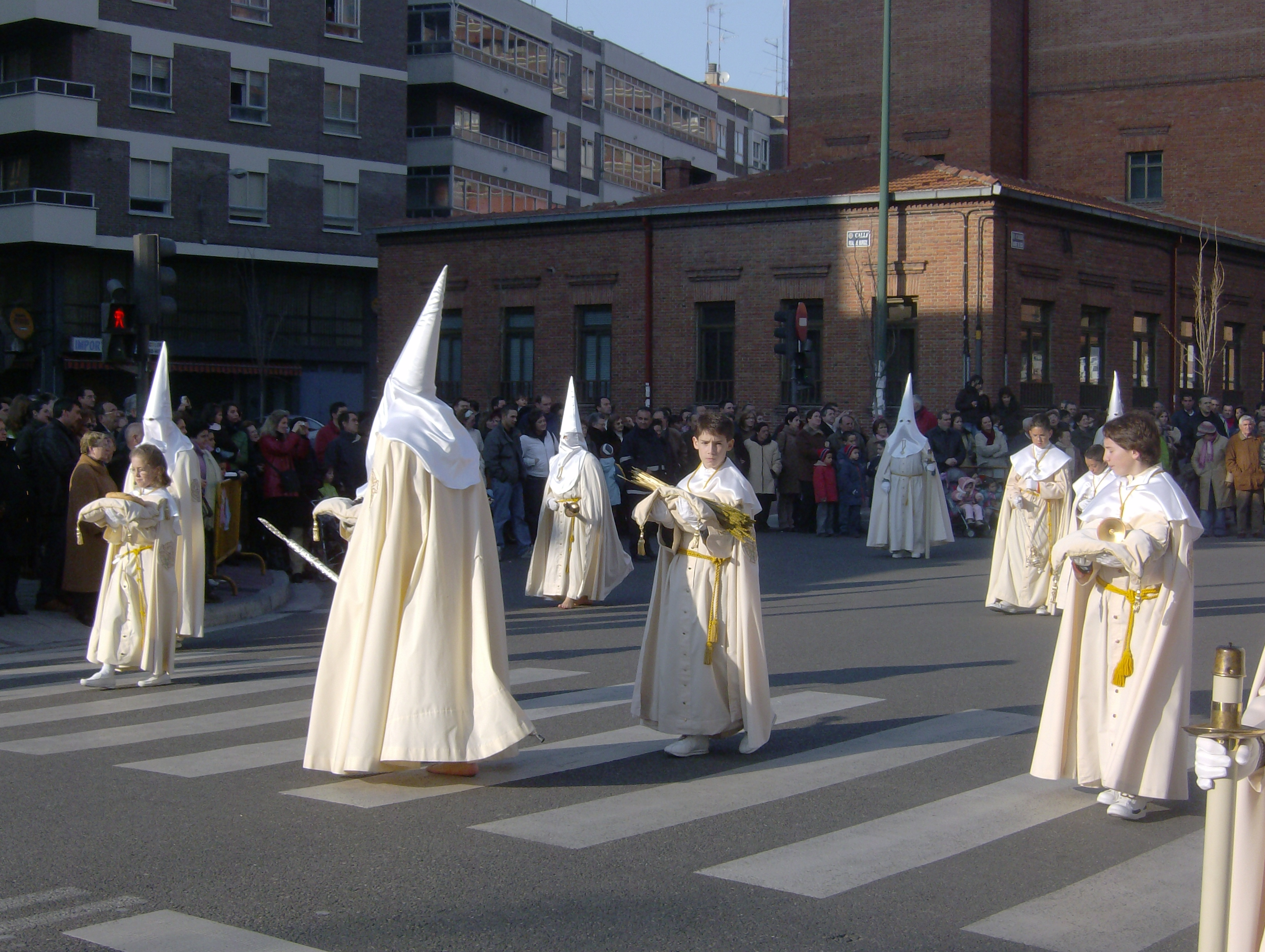
Desfile de la cofradía.

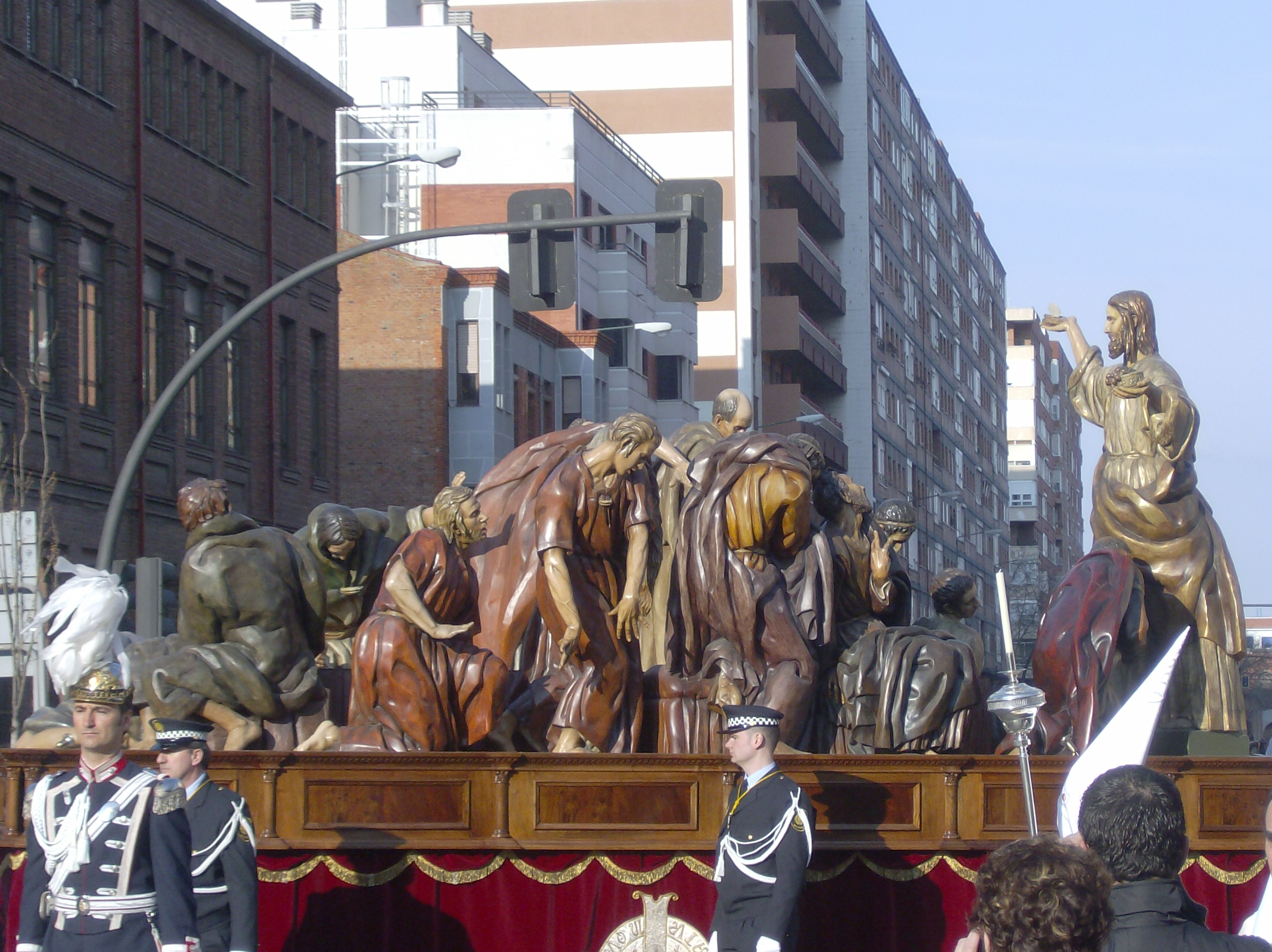
Paso de la Sagrada Cena.

### La Sagrada Cena
Es obra de Juan Guraya Urrutia, que lo realizó entre 1942 y 1958. La maqueta del autor ganó un concurso convocado para crear este paso en 1942, y su salud y la economía de la Cofradía demoraron el trabajo 16 años, durante los cuales los cofrades iban recibiendo cada nueva talla con satisfacción en la Catedral. Fue policromado por Isidro Cuco. Pesa unos 4500 kg tras una rebaja de 600 en la carroza, y su anchura de 3,87 metros dificulta mucho su salida del templo que lo alberga (con 3,95 metros). Su antecedente pudo ser un bello paso de papelón de la Cofradía de la Vera Cruz. Ha sido destacado como una de las principales contribuciones a la imaginería procesional española del siglo XX, ocupando un lugar predominante en exposiciones como la edición de 2003 de Las Edades del Hombre, desarrollada en la Catedral de Segovia, que llevó el título de El árbol de la vida.
En 1990, la Cofradía dispuso de un tercer paso, El lavatorio de los pies, del escultor Mariano Nieto. Se componía de cuatro figuras: Cristo, San Pedro, San Juan y San Andrés. Fue bendecido por el consiliario de la cofradía y Deán de la Catedral Carlos Martín Manjarrés el ocho de abril de aquel año, y desfiló en la procesión titular de la cofradía, en la tarde de Jueves Santo, pese a no contar aún con autorización. El paso no desfiló en la Procesión General al día siguiente y fue rechazado por su inferior calidad artística, por lo que fue cedido a la Cofradía de la Oración en el Huerto y Vera Cruz de Medina del Campo, donde actualmente procesiona.

## Salidas procesionales

#### Procesión de Perdón y Esperanza
En la noche del Viernes de Dolores, a las 21 horas, la cofradía abre los desfiles de Semana Santa, dirigiéndose con la imagen de Jesús de la Esperanza hasta la Catedral, en cuyo interior se realiza un acto penitencial centrado en el sacramento de la reconciliación, presidido por el Obispo auxiliar y con la participación de una escolanía.
Esta procesión fue creada en 2003 para la noche de Miércoles Santo a la misma hora, pero el acto central se realizaba entonces en la iglesia del Real Colegio de San Albano. La cofradía ya venía desfilando con Jesús de la Esperanza en la noche de Miércoles Santo desde el año 2000, cuando comenzaron a acompañar a la de Jesús Resucitado en su Procesión de Arrepentimiento. En 2015 se decidió trasladar el acto central a la Catedral y, en 2020, dentro de la reforma procesional propuesta por el Obispo auxiliar de Valladolid Luis Argüello, se trasladó al Viernes de Dolores, por ser un día litúrgicamente más apropiado.

#### Procesión de la Sagrada Cena
Procesión titular de la cofradía, tiene lugar el Jueves Santo a las 19 horas, alumbrando sus dos pasos.  El emotivo encuentro entre Jesús de la Esperanza y la Virgen de las Angustias, que sale a recibir a la imagen al umbral de su templo penitencial, congrega a multitud de vallisoletanos. Caída la noche, y en el recorrido de regreso, se lleva a cabo un acto de reflexión sobre la institución de la Eucaristía ante la fachada del Museo Nacional de Escultura, con la participación de una coral y, poco después, un acto de oración con las religiosas del Convento de Santa Clara de Asís.

#### Procesión General de la Sagrada Pasión del Redentor
El Viernes Santo a las 19:30, la cofradía abre la Procesión General, detrás del cortejo a caballo de la Policía Municipal y de la cruz alzada del Cabildo Catedral. Alumbra sus dos pasos.
La parte musical de los desfiles corresponde a su Banda de Cornetas y Tambores. Además, en su procesión titular, el paso de La Sagrada Cena va acompañado además por la Banda Municipal de Pedrajas de San Esteban.

## Otros actos
La Procesión del Corpus Christi tiene la consideración de Procesión de Regla para la Cofradía. Desde 2013 desfila además con su paso titular, abriendo el cortejo y representando lo que en realidad viene en Cuerpo en la Custodia de Juan de Arfe, Jesús Sacramentado.
El 29 de junio, Festividad de San Pedro, organiza la procesión del mismo nombre, portando una talla del apóstol por las calles aledañas a su sede.
En la madrugada del Miércoles al Jueves Santo, la cofradía salía a recibir a la puerta de su iglesia a la 
Virgen de la Piedad a su regreso de su procesión de regla, interpretándose por la banda de la cofradía la salve popular. Este acto dejó de realizarse en el año 2022 al  modificar la Muy Ilustre Cofradía Penitencial de Nuestra Señora de la Piedad su procesión y no pasar por la iglesia de San Pedro.
Como acto principal en la noche del Jueves Santo y después de la procesión titular se realiza la Vela al Santísimo Sacramento del Altar. Se comienza con una hora de adoración conjunta para después dar paso a los turnos de vela durante toda la noche.
Cultos fuera de la Semana Santa:
- Solemne Triduo a Jesús de la Esperanza (jueves, viernes y sábado de la cuarta semana de Adviento). El último día tiene lugar el besapié a la imagen.
- Solemne Triduo a Jesús en su Última Cena (martes, miércoles y jueves de la quinta semana de Cuaresma).
- Solemne Triduo a Jesús Sacramentado (jueves, viernes y sábado precedente a la celebración del Corpus Christi). Tiene lugar en la Catedral.
- Exaltación a la Eucaristía. Pregón que se desarrolla en la Catedral tras el tercer día del Triduo a Jesús Sacramentado.
- Eucaristía por el aniversario de la cofradía y en recuerdo a los difuntos (sábado más próximo al 21 de noviembre).
- Todos los últimos domingos de mes tiene lugar en su sede una misa de cofradía a las 12:30.